# ケアフィリ

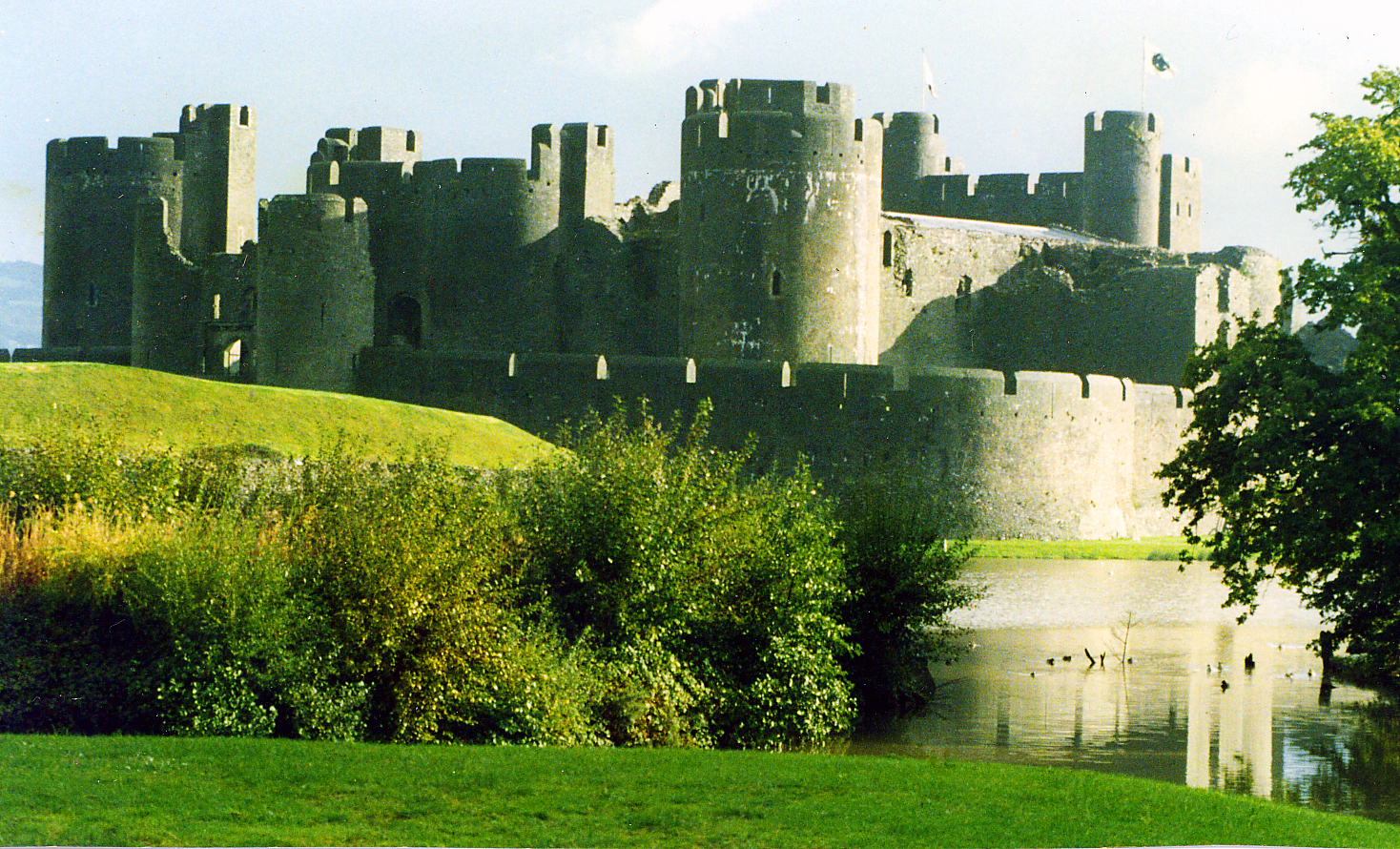
ケアフィリ城

ケアフィリ（Caerphilly）はイギリス、ウェールズ南部のグラモーガン地方にある町。「ケルフィリー」や「カーフィリー」などとも表記される。ウェールズ語では「Caerffili」と綴り、これは「フィリーの砦」を意味しているが、6世紀ごろにフィリーという名の聖人が同地に砦を建てたという現地の伝承に由来しているとされる。
主にケアフィリチーズの発祥の地として知られる。13世紀から14世紀の城郭ケアフィリ城、16世紀チューダー様式の荘園邸宅スランカイアッホ・フォールなどが見所として挙げられる。

## 歴史
現在ケアフィリが位置する場所は古来から戦略的に重要な土地とされ、1世紀後半のローマ人によるブリタニア侵攻の時点で要塞が建てられている。
13世紀にノルマン人貴族のギルバート・ド・クレアによって建てられた城塞はその死後にイングランド国王エドワード2世配下の貴族の手に渡り、同地のウェールズ人に対するイングランドの圧政の中心地となった。城下町は存在したもののさほど発展せず、中世のケアフィリの民は長らく飢饉に晒されていた。
1700年代になってようやく町は活気を取り戻し、19世紀のウェールズ南部における産業革命の影響で炭鉱での労働を希望する移住者が殺到、人口が増加していくようになった。1871年にはケアフィリ駅が完成し、リムニー線の他の駅と結ばれた。

## 姉妹都市
- ルートヴィヒスブルク、ドイツ
- ピーセク、チェコ